# Anesthetize
Anesthetize è il secondo album video del gruppo musicale britannico Porcupine Tree, pubblicato nel 2010 dalla Kscope.

## Tracce
1. Intro – 2:03
2. Fear of a Blank Planet – 7:38
3. My Ashes – 4:43
4. Anesthetize – 17:31
5. Sentimental – 5:09
6. Way Out of Here – 7:51
7. Sleep Together – 7:56
8. What Happens Now? – 8:03
9. Normal – 7:21
10. Dark Matter – 8:54
11. Drown with Me – 5:25
12. Cheating the Polygraph – 8:09
13. Half-Light – 5:27
14. Sever – 5:37
15. Wedding Nails – 5:34
16. Strip the Soul/Dot Three – 8:26
17. Sleep of No Dreaming – 5:31
18. Halo – 5:50
19. Outro – 2:57

Live Films Directed by Lasse Hoile – contenuto bonus nel BD
1. Way Out of Here – 7:38
2. My Ashes – 4:37
3. Wedding Nails – 5:14
4. Strip The Soul/Dot Three – 8:00
5. Nil Recurring – 6:07

CD bonus nell'edizione deluxe
- CD 1

1. Intro – 2:08
2. Fear of a Blank Planet – 7:34
3. My Ashes – 4:46
4. Anesthetize – 17:20
5. Sentimental – 5:18
6. Way Out of Here – 7:47
7. Sleep Together – 7:59
8. Prodigal – 6:05

- CD 2

1. What Happens Now? – 8:10
2. Normal – 7:13
3. Dark Matter – 8:57
4. Drown with Me – 5:21
5. Cheating the Polygraph – 8:11
6. Half-Light – 5:28
7. Sever – 5:37
8. Wedding Nails – 5:43
9. Strip the Soul/Dot Three – 8:17
10. Sleep of No Dreaming – 5:31
11. Halo – 8:36

## Formazione
Gruppo
- Richard Barbieri – tastiera, sintetizzatore
- Colin Edwin – basso
- Gavin Harrison – batteria
- Steven Wilson – voce, chitarra, tastiera

Altri musicisti
- John Wesley – chitarra, cori